# Jürgen Schwandt

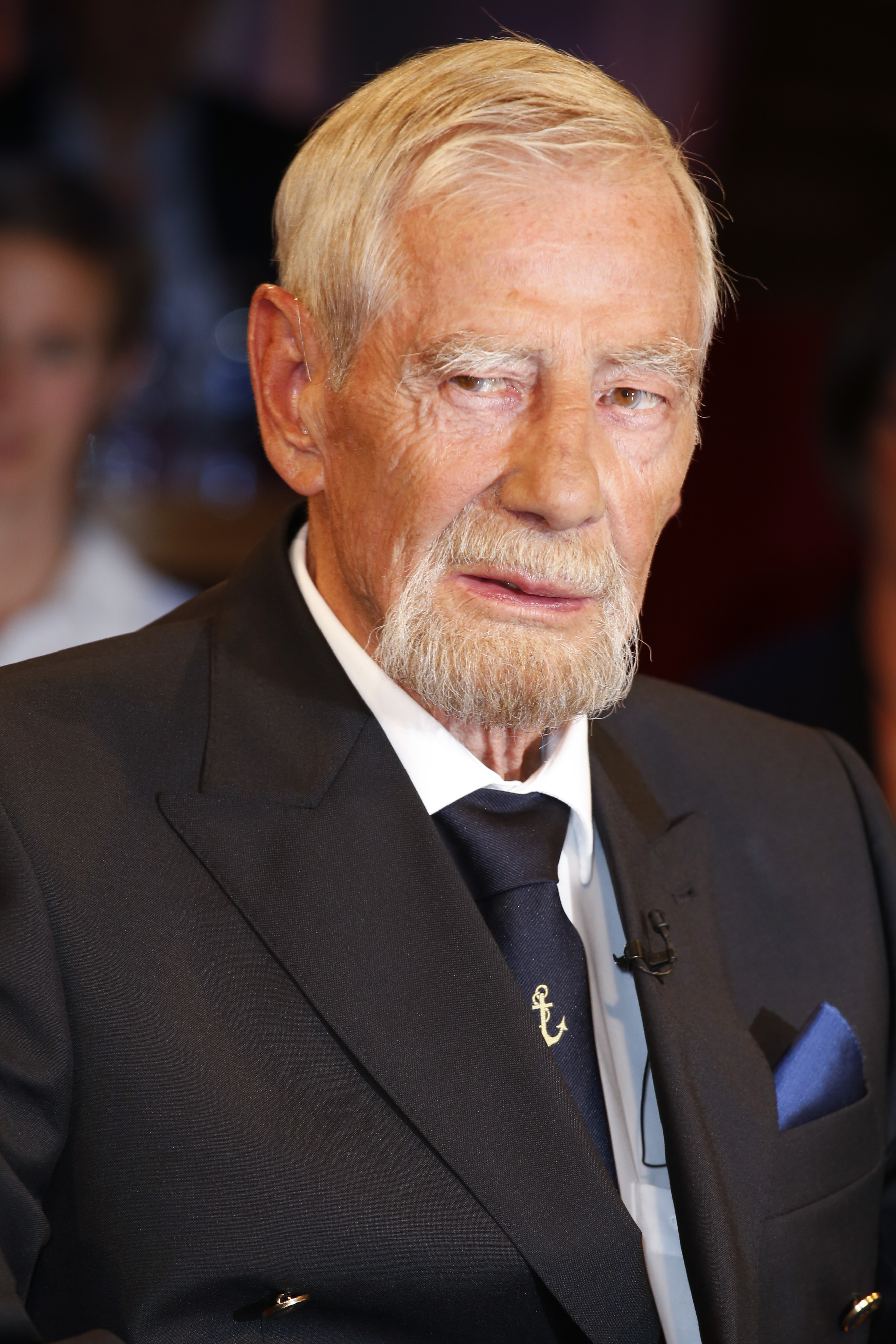
Jürgen Schwandt bei der NDR Talk Show, 2016

Jürgen Schwandt, auch bekannt als Kapitän Schwandt, (* 6. Juli 1936 in Hamburg; † in der Nacht zum 9. September 2024) war ein deutscher Kapitän, Kolumnist und Blogger.

## Leben
Jürgen Schwandt wuchs in Hamburg-St. Georg auf. Den Bombenhagel im Zweiten Weltkrieg erlebte er in den Luftschutzkellern von Hamburg. Sein Vater war überzeugter Nationalsozialist und ranghoher Soldat. Aus der Gesinnung des Vaters heraus entstanden immer wieder Streitigkeiten zwischen Vater und Sohn. 
Im Sommer 1952 heuerte Schwandt mit 16 Jahren und der notwendigen Einverständniserklärung der Eltern als Schiffsjunge auf dem Besansegler Argonaut an. Mit 19 Jahren diente er 1955 auf dem Frachter Franziska Sartori, auf dem er einen schweren Orkan überlebte. 1966 wurde Schwandt mit 30 Jahren Kapitän der Ludwigsburg. 1971 heiratete Schwandt und trat seiner Frau zuliebe eine Stelle an Land bei der Bundeszollverwaltung in Hamburg an. Während dieser Zeit stieg Schwandt bis zum Leiter des Wasserzolls in Hamburg auf.
Jürgen Schwandt lebte als Pensionär gemeinsam mit seiner Frau in Rellingen im Kreis Pinneberg, nur wenige Kilometer von der Stadtgrenze zu Hamburg entfernt. Im Mai 2016 veröffentlichte der Autor Stefan Krücken im Ankerherz Verlag Schwandts Biographie unter dem Titel Sturmwarnung. Am 17. Mai 2016 trat Schwandt in der Talkshow von Markus Lanz auf.

## Publizistische Tätigkeit
Jürgen Schwandt war als Kolumnist für die Hamburger Morgenpost und den Ankerherz-Verlag tätig. Außerdem betätigte er sich intensiv in Facebook als Blogger mit über 140.000 Anhängern (Stand: August 2016).

Inhalt seiner Kolumnen und Facebook-Beiträge war, neben seinen Seefahrer-Geschichten, vor allem der Kampf gegen Fremdenhass und Rechtspopulismus. 

„Auf meinen Reisen habe ich überall auf der Welt gute Menschen kennengelernt. Und auch ein paar Arschgeigen. Das hat nichts mit Hautfarbe, Pass oder Religion zu tun.“

Während zu Beginn des Jahres 2015 noch die politische Bewegung PEGIDA und ihre Anhänger die Inhalte der Kolumnen und Postings von Schwandt dominierten, war später die politische Partei Alternative für Deutschland (AfD) mit ihren führenden Politikern das zentrale Thema seiner Texte. Insbesondere unter seinen Facebook-Beiträgen kam es des Öfteren zu beleidigenden und stark herabwürdigenden Kommentaren gegenüber Schwandt. Solche Kommentare wurden von ihm in der Regel als Negativbeispiele hervorgehoben.
Seit August 2016 sendete das NDR Fernsehen unter dem Titel Schwandt in Sicht eine wöchentliche Kolumne mit Kapitän Schwandt in der Sendung Kulturjournal.
Im Oktober 2016 gab Schwandt bekannt, alters- und gesundheitsbedingt seine Tätigkeit als Kolumnist für die Hamburger Morgenpost einzustellen. Am 2. Januar 2017 gaben die Administratoren der Facebook-Seite von Schwandt bekannt, dass die Seite nicht mehr für politische Statements genutzt wird. Diese wurden zuletzt aus gesundheitlichen Gründen nur noch durch Administratoren des Ankerherz-Verlages im Namen von Schwandt getätigt. Die Seite soll weiterhin betrieben werden, allerdings sollten ausschließlich Neuigkeiten zu Jürgen Schwandts Gesundheitszustand gepostet werden. Allerdings werden dort in der Praxis zur Zeit weiterhin zahlreiche politische Statements veröffentlicht.

## Biografie
- Stefan Krücken: Sturmwarnung. Das aufregende Leben des Kapitäns Jürgen Schwandt. Auf See und in den Häfen. Ankerherz Verlag, Hollenstedt 2016, ISBN 978-3-945877-00-5 (248 Seiten).